# Titsingh
Titsingh is een Amsterdams patriciërsgeslacht dat diverse chirurgijns en kooplieden heeft voortgebracht. Het werd in 1923 opgenomen in het Nederland's Patriciaat, maar is inmiddels in Nederland uitgestorven.

## Geschiedenis
De stamhouder is Meyndert Titsingh, geboren te Hasselt. Zijn in 1631 Sneek geboren zoon Petrus werd in 1653 apotheker werd te Amsterdam. De oudst bekende afbeelding van het familiewapen is dat van Mr. Guillelmus Titsingh, in 1760 regent van het Spin- en Werkhuis te Amsterdam (Gemeentearchief Amsterdam).

## Enkele telgen
- Abraham Titsingh (1685-1776), poorter van Amsterdam en – net als zijn vader en zijn twee broers – heelmeester en chirurgijn aldaar. Hij werd in 1711, op 26-jarige leeftijd, tot meester-chirurgijn bevorderd, en werd in 1731 overman en later deken van het gild. Was zeer bevriend met Boerhaave. Schreef diverse medische publicaties, zoals "Kunstbroederlijke lessen over de koortsen op de schepen van oorlog" (Amsterdam, 1742), waarvoor hij van de Admiraliteit van Amsterdam met een stuk zilverwerk werd vereerd
- Guilelmus Titsingh (1733-9 november 1805), oprichter in 1785 van de Hogere Zeevaartschool (Kweekschool voor de Zeevaart) te Amsterdam, visitateur-generaal van het Comité tot de Oost-Indische Handel en Bezittingen 1796-1800
- Isaac (of Isaäc) Titsingh (1745-1812), Nederlands chirurg, geleerde, koopvaardij-handelaar voor de VOC en ambassadeur

Geslachten die opgenomen zijn in het sinds 1910 verschijnende genealogische naslagwerk Nederland's Patriciaat. Lijst volgens opgave van het CBG Centrum voor familiegeschiedenis.
A · B · C · D · E · F · G · H · I · J · K · L · M · N · O · P · Q · R · S · T · U · V · W · Y · Z